# AIM-9 Sidewinder

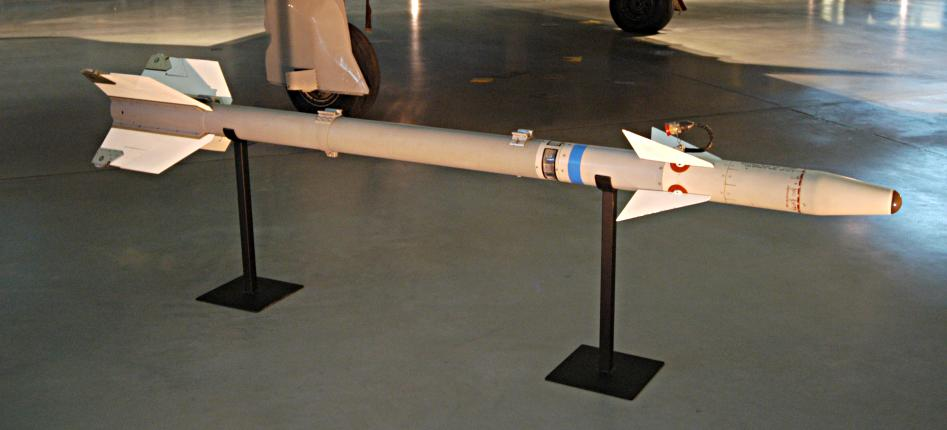
Sidewinder

De AIM-9 Sidewinder of kortweg Sidewinder is een lucht-luchtraket, met een infrarood-sensor die is ontworpen om vanuit een vliegtuig andere vliegtuigen neer te halen. De door de VS geproduceerde AIM-9 Sidewinder is supersonisch. Er zijn tien versies van de raket en is een van de meest gebruikte wapens van de Amerikaanse luchtmacht. De Sidewinder werd al in 1959 gebruikt en de AIM-9 is een verbeterde versie hiervan.

## Werking

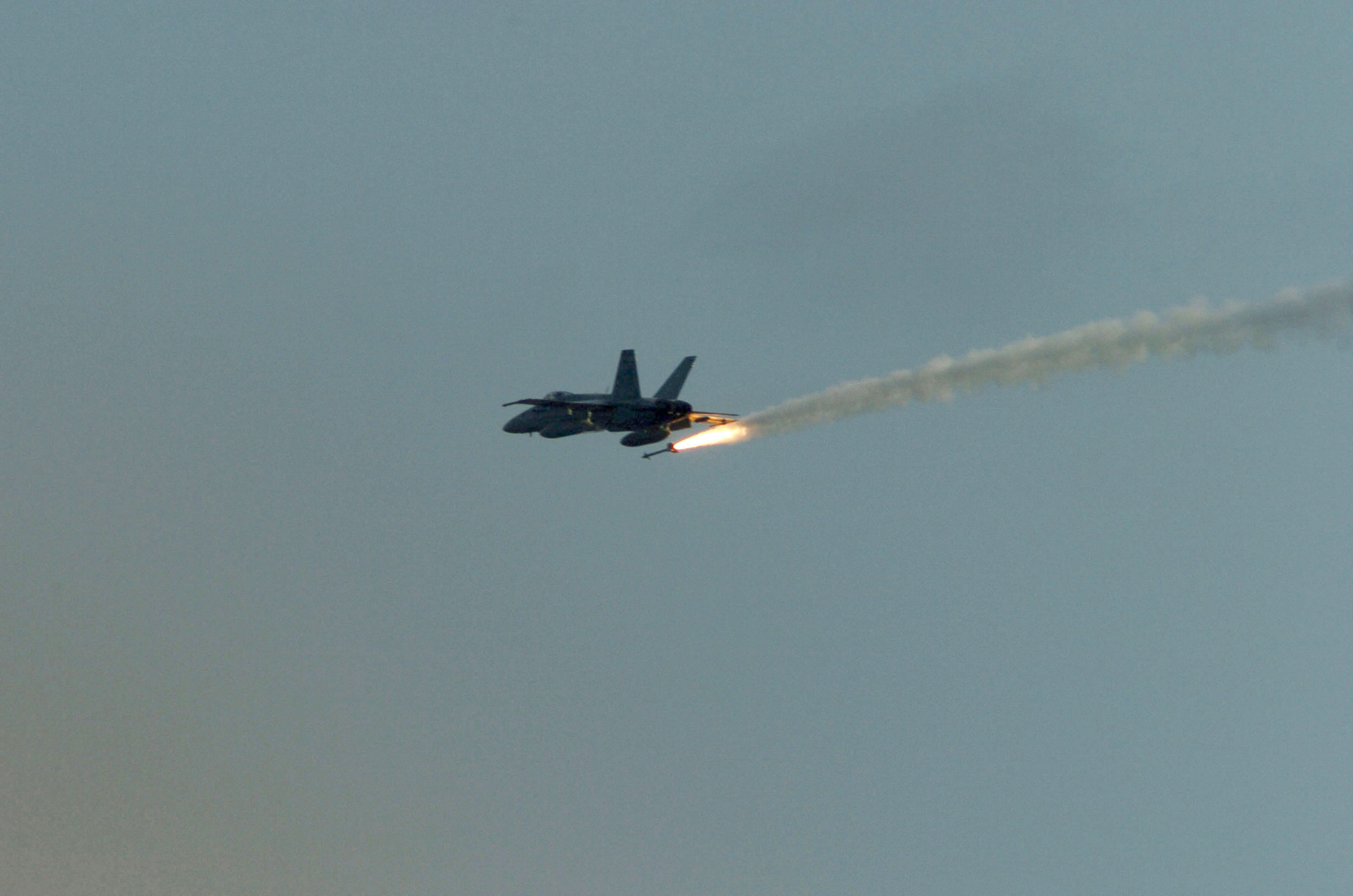
Een F/A-18 Hornet lanceert een AIM-9M Sidewinder.

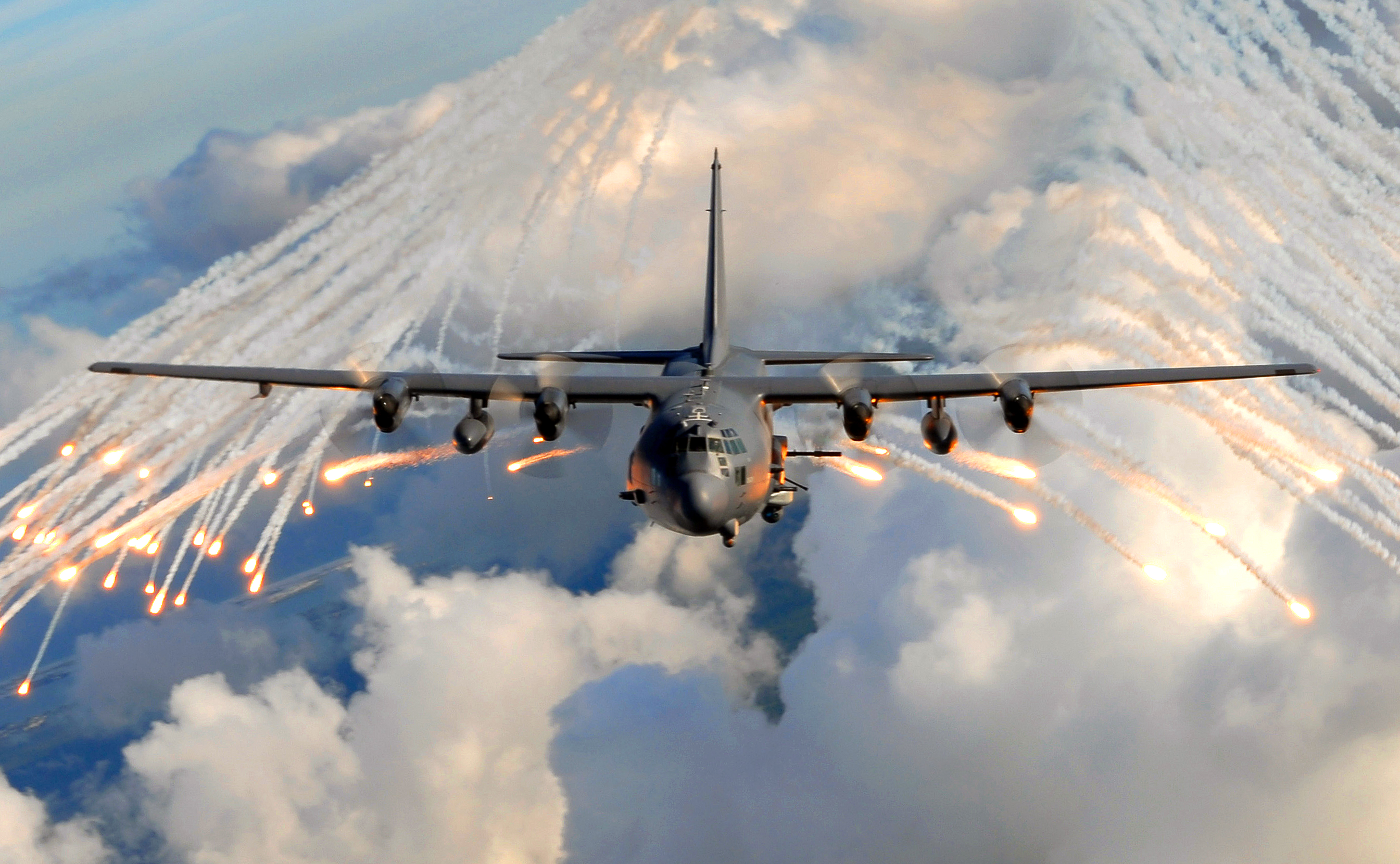
Een AC-130 vuurt flares af ter verdediging tegen infraroodzoekende raketten als de AIM-9 Sidewinder.

De AIM-9 Sidewinder is een doelzoekende raket die zijn doelen zoekt met behulp van de warmte uitgestraald door het doelwit. Doordat de zon en de grond ook bronnen van warmte zijn is de raket niet altijd even effectief. Ook zijn ze vatbaar voor zogenoemde flares, magnesiumfakkels die in een korte tijd veel warmte uitstralen en daardoor de raket afleiden.
Voor in de raket zit een hittezoekende sensor die de hitte van het doelwit detecteert. Daarachter zit de explosieve lading van meestal 9,8 kg en daar weer achter zit de vastebrandstofmotor.
De raket richt zichzelf. Dat wil zeggen dat de raket als hij nog onder de vleugel van het vliegtuig zit zelf zijn doelen opzoekt. Als de raket een doel heeft gevonden stuurt de raket zelf een melding naar de piloot die vervolgens op de lanceerknop kan drukken.

## Specificaties
- Belangrijkste functie: lucht-luchtraket
- Motor: Hercules en Bermite Mk 36 Mod 71, 8 vastebrandstofmotor
- Snelheid: Mach 2,5
- Bereik: 13 tot 25 km afhankelijk van de hoogte
- Lengte: 2,87 meter
- Diameter: 0,13 meter
- Spanwijdte: 0,63 meter
- Explosief: Scherfgranaat
  - 12,5 kilogram hoogexplosief voor de AIM-9H
  - 9,8 kilogram hoogexplosief voor de AIM-9L/M
- Massa: 85,5 kilogram
- Richtsysteem: infrarood doelzoekende kop
- Introductie: 1956 (AIM-1 sidewinder)
- Kosten: $ 472 000

De raket kan onder verschillende jachtvliegtuigen worden gehangen zoals de F-16 en de F-18. Maar hij past ook onder verschillende bommenwerpers zoals de B-52. 
Oekraïne heeft sinds 2024 varianten van hun Magura droneboot die AIM-9’s vanaf zee kunnen afvuren. Hiermee werden in mei 2025 twee Russische gevechtsvliegtuigen neergehaald.

## Nederland
In mei 2022 keurde de VS de verkoop aan Nederland goed van 138 Sidewinders. Het betreft 95 raketten van het type Raytheon AIM-9X Block II en 43 type Block II+-missiles. Tevens wordt een Block II+ tactical guidance unit geleverd alsmede gerelateerd materiaal. De kosten zijn begroot op $117 miljoen.
De Sidewinders zijn geschikt voor F16 en de F-35 Lightning II. De wapens zullen dienen voor de Nederlandse luchtverdediging en regionale missies in samenwerking met de VS en de NAVO.

## Afbeeldingen

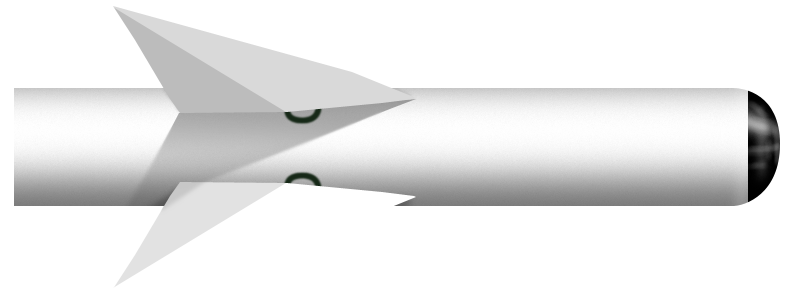
AIM-9B
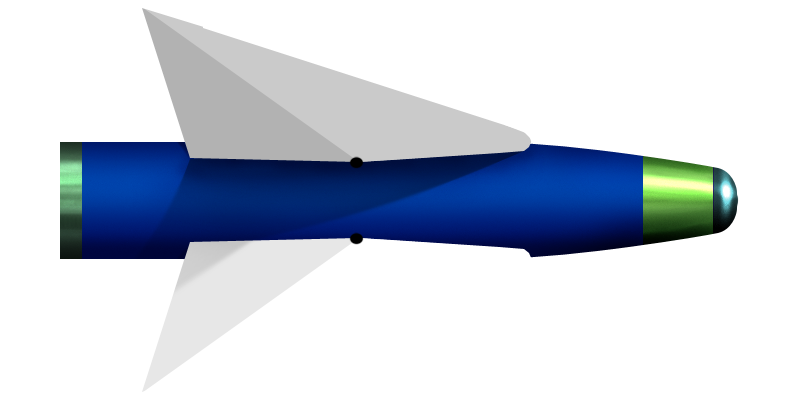
AIM-9D
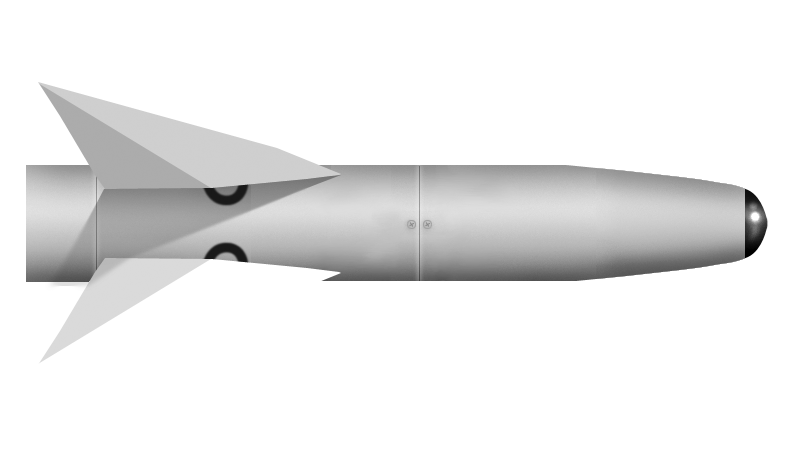
AIM-9E
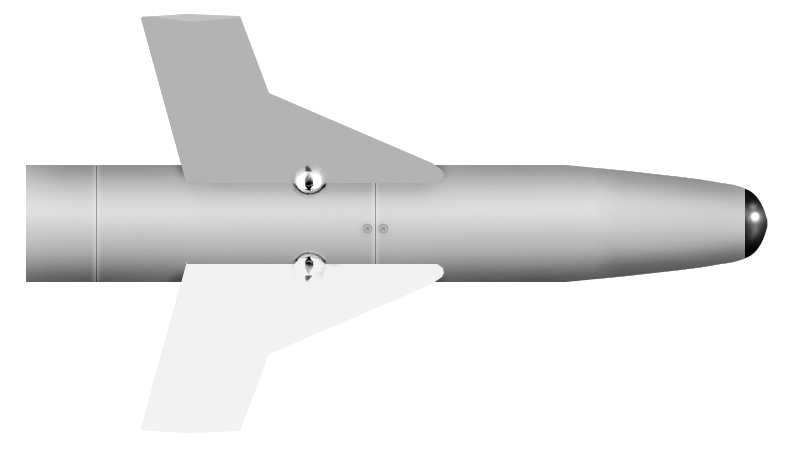
AIM-9J
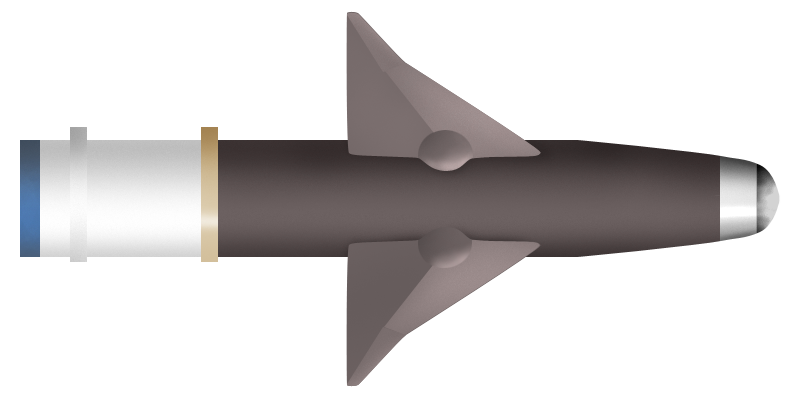
AIM-9M
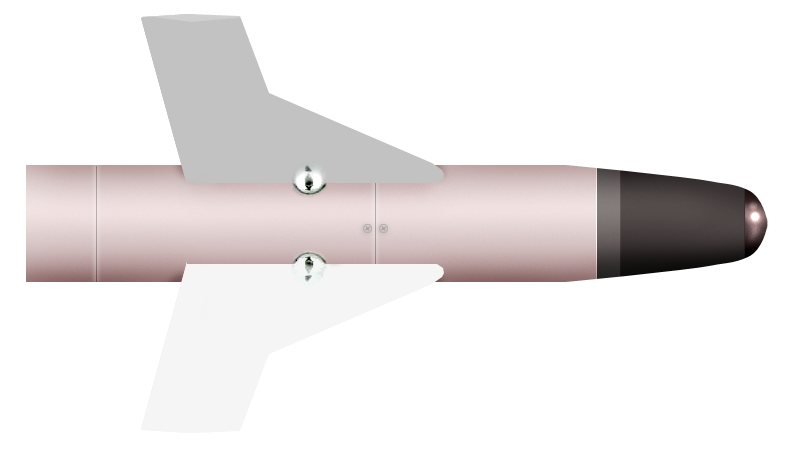
AIM-9P